# Valle de Gistau

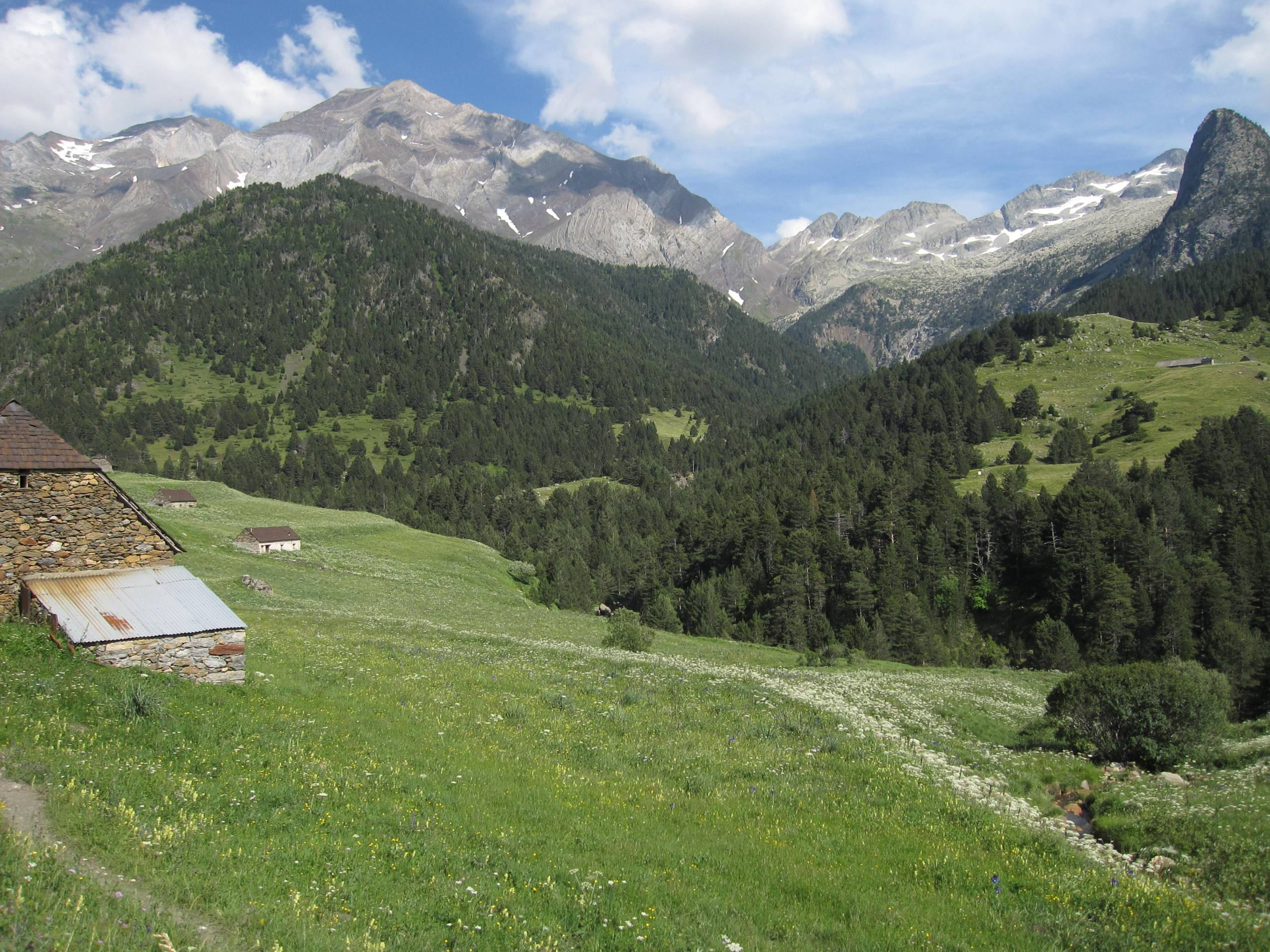
Macizo del Posets visto desde Viadós, en la cabecera del valle de Gistaín.

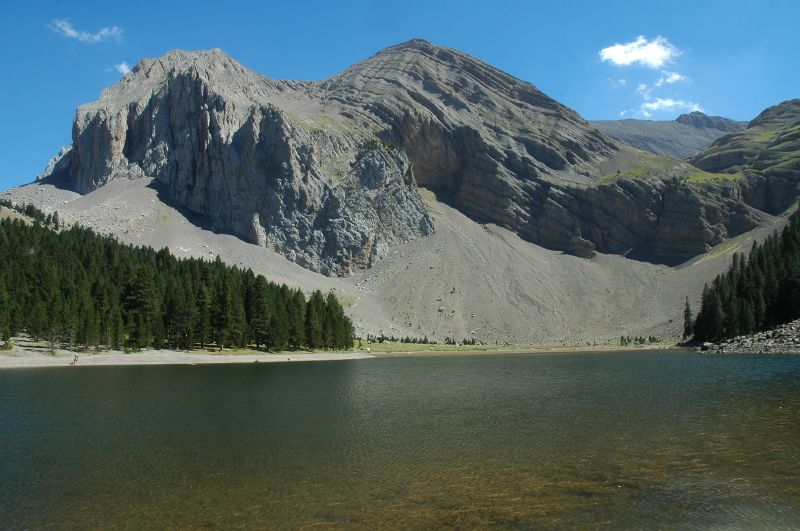
Basa de la Mora o Ibón de Plan.

El valle de Gistau (en aragonés Val de Chistau) es un valle pirenaico situado en la comarca aragonesa de Sobrarbe, provincia de Huesca, y que se extiende por la parte alta del río Cinqueta. Al oeste, el puerto de la Cruz de Guardia comunica el valle con Bielsa; al norte, los puertos de Plan y de Pez, lo ponen en contacto con Francia. Finalmente, por el este, el puerto de Sahún, a 2000 metros de altitud, conduce al valle de Benasque.
El valle se encuentra rodeado de cumbres de entre 2000 y 3000 metros de altitud, entre los que destaca la Tuca Llardana (o Posets), que con 3375 m. es la segunda cumbre más alta del Pirineo; además, cuenta con abundantes ibones, como los de Millares, Barbarisa y Basa de la Mora (o ibón de Plan).

## Población
El valle de Gistau se encuentra formado por tres municipios: Plan, San Juan de Plan y Gistaín, que totalizan 663 habitantes. El municipio de Plan incluye también los núcleos de Saravillo, Señes (deshabitado) y Serveto. Además, encontramos Sin, que forma parte, junto con otros núcleos en la ribera del río Cinca, del municipio de Tella-Sin.
Los núcleos de Sin, Señes y Serveto forman el pequeño valle lateral de La Comuna.
La mayor parte de la población se dedica a la ganadería, la agricultura y a la explotación forestal.
En este valle se habla un dialecto del aragonés llamado chistabino, que es también el gentilicio de sus habitantes.